# LASIK

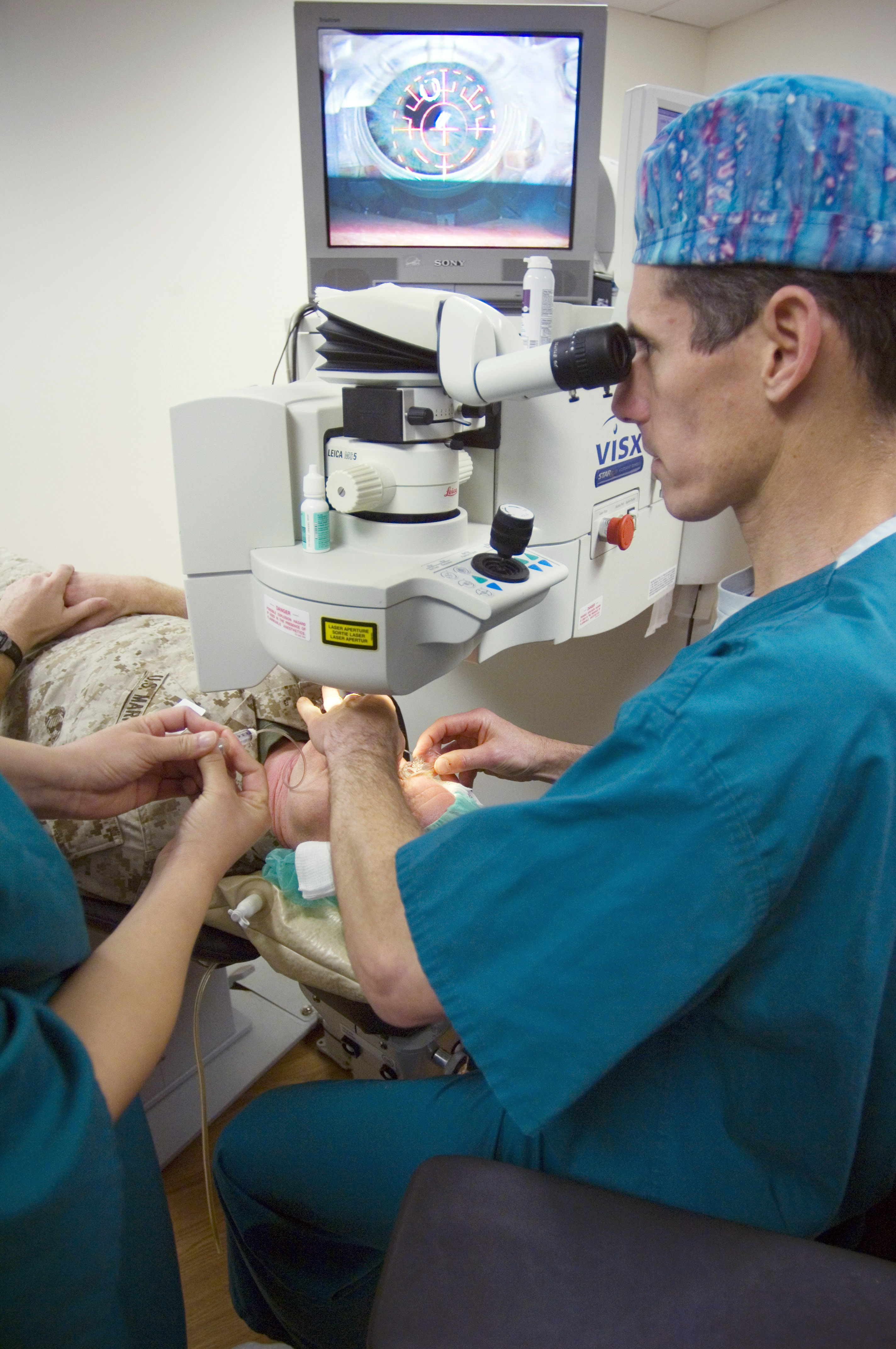
Imagem ilustrativa

O LASIK (iniciais de Laser-Assisted in Situ Keratomileusis) é uma das técnicas mais utilizadas para a correção de ametropias esferocilíndricas com laser. Devido à sua segurança é uma inovação significativa na oftalmologia moderna desde sua aparição em 1990. O efeito desejado se consegue moldando a superfície anterior da córnea.

Antes, durante e após a cirurgia:
Para a realização da cirurgia, o paciente deverá realizar exames de topografia de córnea e/ou aberrometria ocular, paquimetria, mapeamento da córnea e fazer a medição da pressão e dilatação da pupila (às vezes, não será necessário realizar todos esses exames). Minutos antes do procedimento, um colírio anestesiador é aplicado para que o paciente não sinta dor ou desconforto, considerando que a cirurgia ocorre enquanto o paciente está ainda acordado.
Já durante, uma fina camada de tecido do olho é aberta em forma de tampa e logo em seguida é aplicado o laser sobre a córnea (cerca de 8 segundos) para realizar a correção, após isso a tampa é fechada e cicatrizada. Para a facilitação desta cicatrização, é utilizada uma lente especial durante 30 minutos e deve-se permanecer com os olhos fechados enquanto utilizando até receber orientações do médico. 
Após a conclusão da cirurgia, é esperado que o paciente esteja enxergando normalmente, porém ele pode sentir certa sensibilidade à luz, logo, o paciente, em seus primeiros dias depois do tratamento, recomenda-se que não dirija nenhum tipo de veículo por segurança. O paciente também deverá obedecer outras recomendações médicas, como por exemplo; 
- Não esfregar os olhos
- Não utilizar maquiagem
- Não entrar no mar ou na piscina
- Utilizar óculos escuros
- Usar colírio
- Manter mãos limpas
- Evitar lugares cheios de pessoas ou muito secos

Para, dessa forma, evitar o máximo possível a ocorrência de uma infecção ou inflamação, mesmo tendo a mínima possibilidade de acontecer.

Limitações:
A operação não é indicada para:
- Menores de idade (possivelmente os olhos ainda estão em formação ou a doença ainda não tem grau definido)
- Pessoas com problemas com cicatrização, se estiverem utilizando certos medicamentos (tais como; isotretinoína, para acne, sumatriptano, para enxaquecas e imunossupressores)
- Diabetes
- Doenças vasculares ou cardíacas (aqueles que necessitam de marcapasso, por exemplo)
- Quem possui córnea fina
- Quem possui doenças como glaucoma, catarata, herpes ocular simples ou ceratocone.

Em suma, na cirurgia LASIK, um oftalmologista treinado utiliza um raio laser extremamente preciso para remodelar a córnea, a fim de que a luz seja focalizada de forma adequada à maioria das tarefas:
- na correção da miopia, o cirurgião utiliza o laser para tornar a superfície da córnea plana, capacitando o olho a focalizar a luz na retina. Capaz de corrigir até 10 graus.
- na correção da hipermetropia, o cirurgião utiliza o laser para tornar a borda externa da córnea plana, fazendo com que a porção central se projete, aumentando o grau. É capaz de corrigir até 6 graus dessa doença.
- na correção do astigmatismo, o cirurgião utiliza o laser para remodelar algumas porções da córnea, tornando planas as áreas mais irregulares e deixando-as mais elípticas. Tem possibilidade de corrigir até 4 graus.